# Narciarstwo dowolne na Zimowych Igrzyskach Olimpijskich Młodzieży 2016
Zawody w narciarstwie dowolnym na Zimowych Igrzyskach Olimpijskich Młodzieży 2016 odbędą się w dniach 14-20 lutego 2016 roku. Zawodnicy i zawodniczki rywalizować będą w trzech konkurencjach indywidualnych, halfpipe, slopestyle i skicross. Zostanie rozegrana także konkurencja drużynowa mieszana, w skład której wejdą przedstawiciele i przedstawicielki snowcrossu i skicrossu.

## Terminarz
| Data           | Godzina | Arena zmagań             | Konkurencja          | Złoto             | Srebro           | Brąz                         |
| -------------- | ------- | ------------------------ | -------------------- | ----------------- | ---------------- | ---------------------------- |
| 14 lutego 2016 |         | Oslo Vinterpark Halfpipe | Halfpipe chłopców    | Birk Irving       | Finn Bilous      | Trym Sunde Andreassen        |
| 14 lutego 2016 |         | Oslo Vinterpark Halfpipe | Halfpipe dziewcząt   | Madison Rowlands  | Paula Cooper     | Lara Wolf                    |
| 15 lutego 2016 |         | Hafjell Alpine Centre    | Ski cross chłopców   | Reece Howden      | Xander Vercammen | Louis Muhlen                 |
| 15 lutego 2016 |         | Hafjell Alpine Centre    | Ski cross dziewcząt  | Talina Gantenbein | Zali Offord      | Klára Kašparová              |
| 16 lutego 2016 |         | Hafjell Alpine Centre    | Ski cross drużynowy  | Niemcy            | Szwajcaria       | Bułgaria · Ukraina · Szwecja |
| 19 lutego 2016 |         | Hafjell Alpine Centre    | Slopestyle dziewcząt | Łana Prusakowa    | Lou Barin        | Madison Rowlands             |
| 19 lutego 2016 |         | Hafjell Alpine Centre    | Slopestyle chłopców  | Birk Ruud         | Alexander Hall   | Finn Bilous                  |